# Claypole

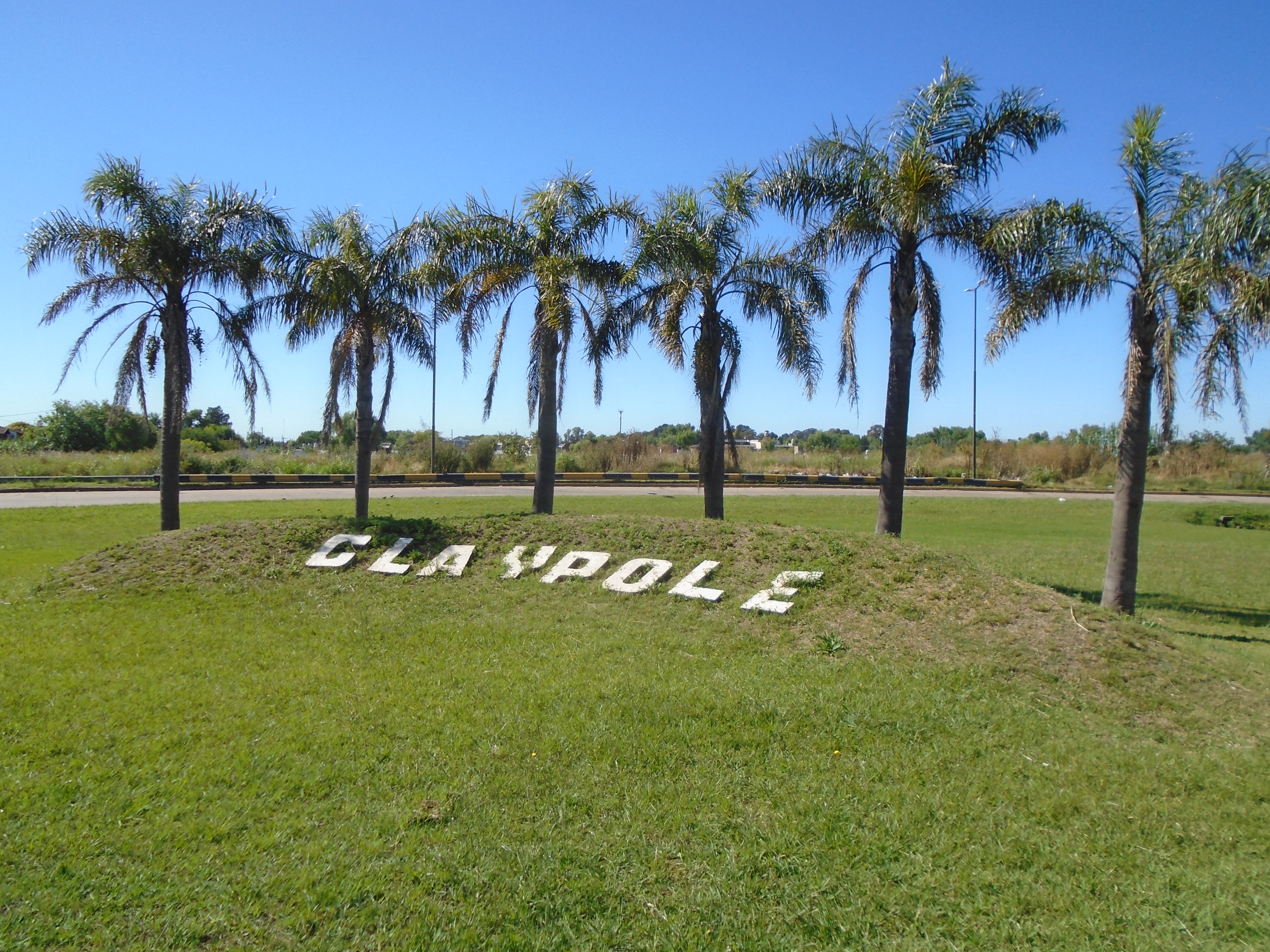
Acceso a Claypole por Ruta Provincial 4.

Claypole es una localidad perteneciente al partido de Almirante Brown, en la zona sur del Gran Buenos Aires, provincia de Buenos Aires, Argentina. Está ubicada a 26 km de la ciudad de Buenos Aires.

## Geografía

### Población
Claypole contaba con 41,176 habitantes (Indec, 2001) habitantes en el último censo nacional. Es la séptima localidad con más habitantes del partido.

## Historia
Las tierras fueron adquiridas por la Congregación Franciscana para poner una granja y proveer de alimentos de huerta al Convento en Buenos Aires. Se conoció a este territorio como "Chacras de San Francisco" en homenaje a San Francisco Solano. Luego lo compra la familia Obligado.
- 1876: al proyectarse el ferrocarril, Julia Obligado está casada con Pedro Claypole, quienes donan tierras para la Estación, que lleva hoy su nombre. El pueblo que se formó a su alrededor, tomó el nombre de la estación. El paso del primer tren, fue tomado como fundación el 15 de abril de 1884.
- 1906: primera escuela “Ejército de los Andes”, en casa de la señora Hebbel, y más tarde en casa de la familia Baile. [cita requerida]
- 19 de abril de 1945: se inaugura el nuevo edificio, hasta que entre 2009-2010 se reformó totalmente.

- 1935: se instala el Pequeño Cottolengo Argentino de Don Orione, transformándose en centro de ayuda cristiana; con la advocación de Ntra. Sra. de Luján.

- La Cía Furst-Zapiola dona los terrenos para la Escuela N.º 10, la Comisaría, la Sociedad de Fomento, el Correo y la Delegación Municipal.

- En 1991 se funda el Centro Tradicionalista Viejo Gaucho. Antonio Marcatario junto a un grupo de amigos da origen un 14 de junio a la entidad. Con la intención de promover el bien común y resaltar el tradicionalismo, el actual centro tradicionalista representa un ícono cultural y es parte de la identidad de Claypole. (secretario general Nicolás Maydana)

## Estación del ferrocarril

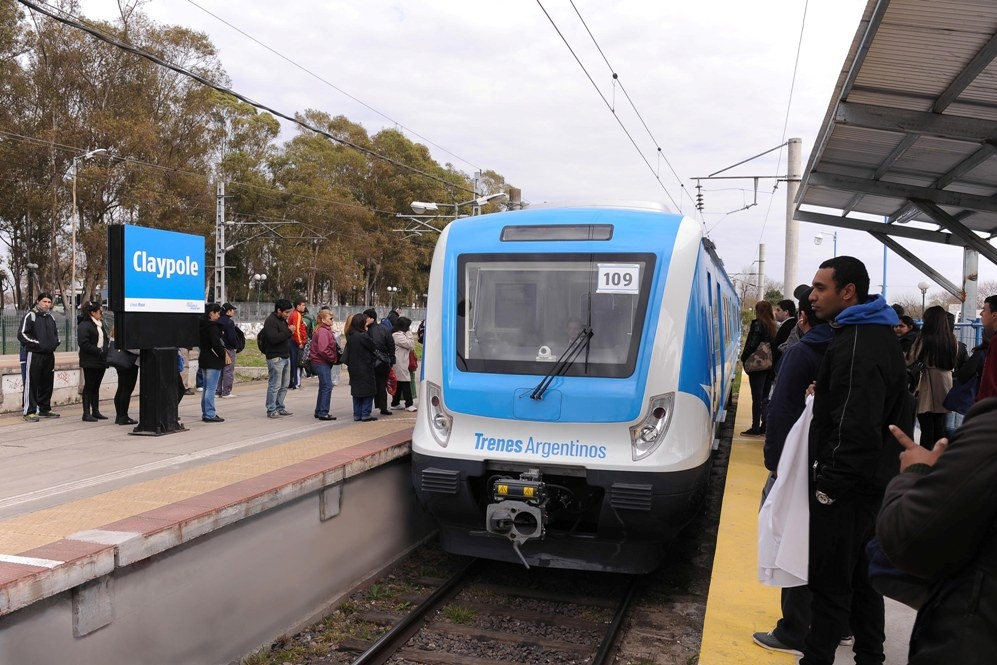
Estación Claypole

La estación Claypole hasta el 3 de octubre de 2017 fue el centro de transferencia intermedio del servicio eléctrico del Ferrocarril General Roca.

## Deportes
La ciudad es sede del Club Atlético Claypole de Primera C de fútbol. Cuenta entre otros deportes con una liga de básquetbol profesional.
También es sede del Taponazo Fútbol Club, fundado el 12 de diciembre de 1952.

## Religión
La localidad pertenece a la Diócesis de Lomas de Zamora de la Iglesia católica. Algunas parroquias son Nuestra Señora de Lourdes, Nuestra Señora de Luján y Sagrado Corazón de Jesús.